# The Death of Slim Shady (Coup de Grâce)
The Death of Slim Shady (Coup de Grâce) (englisch bzw. französisch für „Der Tod von Slim Shady (Gnadenstoß)“; Slim Shady ist Eminems Alter Ego) ist das zwölfte Soloalbum des US-amerikanischen Rappers Eminem. Es erschien am 12. Juli 2024 zum Download und Streaming über die Labels Shady Records, Aftermath Entertainment sowie Interscope Records. Am 13. September 2024 wurde es als Expanded Mourner’s Edition mit vier Bonustiteln wiederveröffentlicht.

## Hintergrund
Dr. Dre verkündete erstmals im März 2024, dass Eminems zwölftes Soloalbum noch im selben Jahr erscheinen werde. Ende April wurde der Titel des Albums veröffentlicht und Eminem kündigte an, dass er damit sein Alter Ego Slim Shady beerdigen werde.  Am 31. Mai 2024 wurde schließlich mit Houdini die erste Single veröffentlicht. In den folgenden Wochen erschienen unter anderem mehrere Trailer auf YouTube um das Album zu bewerben. Die zweite Single Tobey wurde am 2. Juli veröffentlicht, bevor am 9. Juli 2024 das Albumcover ins Internet gestellt wurde. Einen Tag vor Erscheinen des Albums verkündete Eminem schließlich, dass es ein Konzeptalbum sei und man die Songs in der richtigen Reihenfolge hören soll.

## Inhalt
Eminem schlüpft auf vielen Songs des Konzeptalbums in die Rolle seines Alter Egos Slim Shady. Auch referenziert er auf seine vorangegangene Karriere oder preist sein Vermächtnis und seine raptechnischen Fähigkeiten. Textlich sind, wie gewohnt, zahlreiche Wortspiele, Vergleiche und Metaphern sowie Ironie enthalten. Die tiefgründigen Lieder richten sich vor allem an seine Kinder.
Im ersten Lied Renaissance rappt sich Eminem in Rage über kritische Hörer, die immer nur nach Negativem suchten und gute Musik nicht zu schätzen wüssten. Wahrscheinlich würde er erst bei seiner Beerdigung wirkliche Anerkennung erfahren. Habits thematisiert neben Eminems vergangener Tablettenabhängigkeit auch die Political Correctness, mit der seine Texte oftmals in Konflikt standen. Der Rapper macht sich über seine Kritiker lustig, die jedes Wort auf die Goldwaage legten und zwanghaft etwas suchten, über das sie sich aufregen könnten. Er sei einfach ein Junge aus Detroit und habe schon im Kindergarten andere Mädchen als „Bitches“ bezeichnet. In Trouble tritt Eminems Alter Ego Slim Shady schließlich direkt in Erscheinung und übernimmt die Kontrolle über ihn. Er müsse akzeptieren, dass sie einander brauchen und sich nicht gegen ihn wehren.
Brand New Dance ist ein Partysong mit treibender Musik, der die Hörer zum Tanzen animiert, bis sie sich verletzen und auf einen Rollstuhl angewiesen sind. Dabei macht sich Eminem über den ehemaligen Superman-Schauspieler Christopher Reeve lustig, der nach einem Reitunfall querschnittgelähmt war. Am Ende wacht er aus einem Alptraum auf. In Evil referenziert Eminem weiter auf sein dunkles Alter Ego Slim Shady. Er sei verdorben bis ins Mark, hoffnungslos von Alkohol und Drogen abhängig und mache sich ohne Grenzen über alles und jeden lustig. Dabei bringt er seinen Vater um und fragt, ob er nun genauso böse wie seine Mutter sei. Nach einer weiteren Auseinandersetzung zwischen Eminem und Slim Shady im Skit All You Got, übernimmt in Lucifer erneut das Alter Ego. Seine Mutter habe mit ihm Luzifer wiedergeboren. Er bezeichnet seine Anhänger als Satanisten und teilt gegen alle aus, die ihn zensieren oder ins Gefängnis bringen wollen. Mehrfach erwähnt er seine Mutter, die am Münchhausen-Stellvertretersyndrom litt, wodurch er so wurde, wie er heute sei. Auf Antichrist setzt der Rapper die teuflische Thematik nahtlos fort und schießt gegen die Woke-Kultur, die in ihm den Antichristen sehen würden. Dabei erwähnt er auch andere Prominente, die mit dem Gesetz in Konflikt gerieten, wie Kanye West, Jeffrey Epstein und Diddy. Am Ende ist auch Eminems alter D12-Kollege Bizarre mit einer Strophe mit typisch makabrem Inhalt vertreten, auf der er sich über Transvestiten lustig macht.
In Fuel rappt JID im Gangsta-Rap-Stil über Gewalt, Sex und Drogen. Eminem setzt sich in seiner Strophe ebenfalls mit Schusswaffengewalt auseinander und erwähnt die Morde an Tupac Shakur und The Notorious B.I.G. sowie den Unfall am Set zum Film Rust, als die Kamerafrau Halyna Hutchins versehentlich von Alec Baldwin erschossen wurde. Im Refrain heißt es, dass Eminem niemals den Antrieb zu rappen verlieren werde. Auf Road Rage macht sich der Rapper wiederholt über Caitlyn Jenner und Transgender lustig und meint, dass er mit ihnen keinen Sex haben könne. Zudem betreibt er Fatshaming. In Houdini kehrt Eminem zum Comedy-Rap, den er vor allem zum Anfang seiner Karriere in einigen Singles verwendete, zurück. Dabei teilt er ironisch gegen seine Freunde, Kollegen sowie seine eigenen Kinder aus und blickt auf seinen Werdegang zurück. Teile des Songs sind direkt an seinen Hit Without Me angelehnt.
Der Skit Breaking News ist ein Nachrichtenbeitrag, der von enttäuschten und aufgebrachten Hörern des Albums berichtet, die zum Boykott des Rappers aufgrund diskriminierender Texte aufrufen. Eminem zeigt sich schockiert, während Slim Shady nur lacht. Guilty Conscience 2 führt den Streit zwischen dem Rapper und seinem Alter Ego fort. Dabei fordert Eminem Slim Shady dazu auf, keine Minderheiten zu diskriminieren und sich nicht über Schwächere lustig zu machen. Slim Shady entgegnet, dass er nur erschaffen wurde um das zu sagen, was sich Eminem nicht traue. Zudem habe er ihm zu Erfolg und Reichtum verholfen. Letztendlich zählt Eminem viele Prominente auf, mit denen er in der Vergangenheit Streitigkeiten hatte, und bringt Slim Shady vermeintlich um. Anschließend erwacht er erneut aus seinem Traum und berichtet seinem Manager Paul Rosenberg aufgebracht, wie er die Kontrolle an Slim Shady verlor.
Auf Head Honcho arbeitet Eminem mit dem Rapper Ez Mil zusammen, der bei seinem Label Shady Records unter Vertrag steht. Ez Mils Strophe ist teilweise auf Filipino und handelt von seinem Willen, es Eminem gleichzutun und mit Musik zu Erfolg und Ruhm zu gelangen. Eminem rappt über traumatische Erlebnisse seiner Kindheit, bei denen er verprügelt und ausgeraubt wurde, sowie über seine übergriffige Mutter. Dennoch habe er es geschafft und nun treue Anhänger, die ihm bis zum Tod folgen. Temporary ist ein sehr persönlicher Song, in dem sich Eminem mit der Angst vor dem eigenen Tod auseinandersetzt und sich an seine Kinder, insbesondere Hailie Jade, richtet. Wenn er einmal nicht mehr da sei, solle sie sich an die gemeinsame Zeit zurückerinnern und wissen, dass auch wieder bessere Tage kommen werden. Seine Musik werde auch nach seinem Tod immer für sie da sein und ihr Kraft geben.
Im Song Bad One preist Eminem seine raptechnischen Fähigkeiten, die ihm großen Erfolg, Reichtum und zahlreiche Preise einbrachten. Er sei einer der besten Rapper aller Zeiten und im Gegensatz zu The Notorious B.I.G. und Tupac Shakur noch am Leben, obwohl er mit seiner Musik viele Leute beleidigt und erzürnt habe. Es gebe zahlreiche andere weiße Rapper, die versuchten, in seine Fußstapfen zu treten, mit denen er jedoch nichts anfangen könne. Dabei verteilt Eminem auch einen weiteren Seitenhieb gegen Machine Gun Kelly. Auf Tobey, einer Kollaboration mit den Detroiter Rappern Big Sean und BabyTron, hebt er sein Vermächtnis im Hip-Hop hervor und bezeichnet sich als „Goat“ („Greatest of All Time“). Im darauffolgenden Skit Guess Who’s Back schlüpft Eminem in die Rolle des Charakters Ken Kaniff und parodiert sein eigenes Lied Houdini. Der letzte Song Somebody Save Me hat nochmals Eminems vergangene Medikamentensucht zum Thema. Der Rapper zeichnet ein Szenario, bei dem er nicht, wie in Wirklichkeit, seit 2008 clean ist, sondern aufgrund seiner Sucht seine Kinder vernachlässigte und zahlreiche wichtige Momente in deren Leben verpasste. Letztendlich sei das Leben als Drogenabhängiger die Hölle, ohne Hoffnungen und Träume, was zu seinem unausweichlichen Tod führt.
Der Bonussong Kyrie & Luka referenziert auf die Basketballspieler Kyrie Irving und Luka Dončić, mit denen sich Eminem und Gastrapper 2 Chainz vergleichen. Beide rappen zahlreiche Wortspiele und Vergleiche, wobei sich Eminem am Ende abfällig über Mumble Rap äußert. Like My Shit, der zweite Bonussong, hat unter anderem Eminems toten Vater zum Thema, dem er weiterhin keine Träne nachweine. Zudem erwähnt er abermals seine Kritiker, die seine Musik insgeheim doch mögen würden.

## Produktion und Samples
Eminem war an der Produktion von 18 der 19 Titel des Albums beteiligt: Renaissance (zusammen mit Luis Resto), Habits (mit White Gold und Narza), Brand New Dance (mit Luis Resto), Evil (mit Don Cannon und Cubeatz), All You Got (Skit), Lucifer (mit Dr. Dre und Callus), Antichrist (mit Luis Resto und Foulmouth), Fuel (mit Mr. Porter), Road Rage (mit Dem Jointz und Dr. Dre), Houdini (mit Luis Resto), Breaking News (Skit), Guilty Conscience 2 (mit Fredwreck und Dem Jointz), Head Honcho (mit Jameil Aossey und Luis Resto), Temporary (mit Skylar Grey), Bad One (mit Luis Resto), Tobey (mit Marvy Ayy, John Nocito, Daniyel, Carlton McDowell und Cole Bennett), Guess Who’s Back (Skit) und Somebody Save Me (mit Benny Blanco und Emile). Lediglich das Stück Trouble wurde von Fredwreck und Dem Jointz produziert. Die Produktion der Bonussongs Kyrie & Luka sowie Like My Shit stammt von DJ Premier bzw. D.A. Got That Dope und Eminem.
Der Song Houdini enthält ein Sample des Lieds Abracadabra der Steve Miller Band aus dem Jahr 1982 und interpoliert zudem Eminems eigenen Track Without Me von 2002. Lucifer sampelt das Stück Land of Milk and Honey von Mouth & MacNeal, während Road Rage Interpolationen des Songs Ha von Juvenile aus dem Jahr 1998 enthält. Somebody Save Me beinhaltet Elemente aus Save Me von Jelly Roll aus dem Jahr 2020. Zudem enthält Habits Auszüge aus der South-Park-Folge Safe Space von 2015.

## Covergestaltung
Das Albumcover zeigt Eminem in der Rolle seines Alter Egos Slim Shady in jungen Jahren und mit blonden Haaren. Er liegt in einem Leichensack, dessen Reißverschluss leicht geöffnet ist, wobei nur ein Teil seines Gesichts zu sehen ist und sein Auge und Mund offen stehen. Links unten befindet sich der Titel The Death of Slim Shady (Coup de Grâce) in bunten Buchstaben. Ein alternatives Albumcover der CD-Version zeigt Eminem ebenfalls als Slim Shady, der eine weiße Maske trägt und mit Rosen im Sarg liegt. Der bunte Titel The Death of Slim Shady (Coup de Grâce) befindet sich im oberen Teil des Bilds. Das Cover der Expanded Mourner’s Edition zeigt den bunten Schriftzug The Death of Slim Shady (Coup de Grâce) auf einem weißen Tuch in der Leichenhalle. Der Titel Expanded Mourner’s Edition befindet sich im oberen Teil des Bildes in Grau.

## Gastbeiträge
Auf zehn bzw. elf Liedern des Albums treten neben Eminem weitere Künstler in Erscheinung. So ist der Song Tobey eine Kollaboration mit den Detroiter Rappern Big Sean und BabyTron, während die Sängerin Skylar Grey, mit der Eminem schon häufig in der Vergangenheit zusammenarbeitete, auf Temporary zu hören ist. Der Sänger White Gold hat Gastauftritte bei den Songs Habits und Bad One. Sly Pyper singt den Refrain von Lucifer und ist neben Dem Jointz ebenfalls an Road Rage beteiligt. Weitere Gastbeiträge stammen von den Rappern Bizarre (Antichrist), JID (Fuel) und Ez Mil (Head Honcho). Zudem ist der Sänger Jelly Roll auf Somebody Save Me vertreten und auch Eminems Tochter Hailie Jade ist auf mehreren Liedern kurz zu hören. Die Bonussongs Kyrie & Luka und Like My Shit sind Zusammenarbeiten mit dem Rapper 2 Chainz bzw. dem Sänger Fifteenafter, während die Rapper Westside Boogie und Grip auf Fuel (Shady Edition) vertreten sind.

## Titelliste
| #  | Titel                   | Gastbeiträge          | Produzenten                                                             | Länge |
| -- | ----------------------- | --------------------- | ----------------------------------------------------------------------- | ----- |
| 1  | Renaissance             |                       | Eminem, Luis Resto                                                      | 1:38  |
| 2  | Habits                  | White Gold            | White Gold, Eminem, Narza                                               | 4:58  |
| 3  | Trouble                 |                       | Fredwreck, Dem Jointz                                                   | 0:42  |
| 4  | Brand New Dance         |                       | Eminem, Luis Resto                                                      | 3:27  |
| 5  | Evil                    |                       | Don Cannon, Cubeatz, Eminem                                             | 3:50  |
| 6  | All You Got (Skit)      |                       | Eminem                                                                  | 0:24  |
| 7  | Lucifer                 | Sly Pyper             | Dr. Dre, Callus, Eminem                                                 | 4:22  |
| 8  | Antichrist              | Bizarre               | Eminem, Luis Resto, Foulmouth                                           | 5:14  |
| 9  | Fuel                    | JID                   | Mr. Porter, Eminem                                                      | 3:34  |
| 10 | Road Rage               | Dem Jointz, Sly Pyper | Dem Jointz, Dr. Dre, Eminem                                             | 3:38  |
| 11 | Houdini                 |                       | Eminem, Luis Resto                                                      | 3:47  |
| 12 | Breaking News (Skit)    |                       | Eminem                                                                  | 0:37  |
| 13 | Guilty Conscience 2     |                       | Fredwreck, Dem Jointz, Eminem                                           | 5:26  |
| 14 | Head Honcho             | Ez Mil                | Eminem, Jameil Aossey, Luis Resto                                       | 3:55  |
| 15 | Temporary               | Skylar Grey           | Eminem, Skylar Grey                                                     | 4:58  |
| 16 | Bad One                 | White Gold            | Eminem, Luis Resto                                                      | 4:30  |
| 17 | Tobey                   | Big Sean, BabyTron    | Marvy Ayy, John Nocito, Daniyel, Carlton McDowell, Cole Bennett, Eminem | 4:44  |
| 18 | Guess Who’s Back (Skit) |                       | Eminem                                                                  | 1:03  |
| 19 | Somebody Save Me        | Jelly Roll            | Benny Blanco, Emile, Eminem                                             | 3:50  |

Bonussongs der Expanded Mourner’s Edition:
| #  | Titel                | Gastbeiträge          | Produzenten                | Länge |
| -- | -------------------- | --------------------- | -------------------------- | ----- |
| 20 | Steve Berman (Skit)  |                       | Eminem                     | 0:25  |
| 21 | Fuel (Shady Edition) | Westside Boogie, Grip | Mr. Porter, Eminem         | 4:53  |
| 22 | Like My Shit         | Fifteenafter          | D.A. Got That Dope, Eminem | 3:47  |
| 23 | Kyrie & Luka         | 2 Chainz              | DJ Premier                 | 4:15  |

## Rezeption

### Rezensionen
The Death of Slim Shady (Coup de Grâce) erhielt überwiegend durchschnittliche Kritiken. Die Seite Metacritic errechnete aus 16 Bewertungen englischsprachiger Medien einen Schnitt von 46 %.
Mirco Leier von laut.de bewertete The Death of Slim Shady (Coup de Grâce) mit zwei von möglichen fünf Punkten. Der Rapper sei „ein bitterer, alter Mann mit dem Humor eines 15-jährigen Highschoolers, der alle Folgen South Park auswendig kennt, und meint, er hätte das politische System ausgedribbelt, indem er einfach alle Minderheiten gleichermaßen diskriminiert.“ Viele Songs seien „der wiederholte lauwarme Aufguss eines lauwarmen Aufgusses“ mit „mittelmäßigen Hooks von B-Pop-Stars,“ welche „die immer gleichen Themen, dargeboten im gleichen Flow, über die gleichen Beats“ zum Inhalt hätten. Letztendlich liefere das Album „den ultimativen Beweis, dass dieser Mann einfach keine neuen Ideen mehr hat.“
Musikexpress-Autorin Rebecca Spilker bewertete das Album mit 3,5 von sechs Punkten, wobei sie Eminem wenig Fortschrittlichkeit attestiert. So habe sich „nichts an der gewohnten Meckerziegigkeit des Künstlers geändert“ und wer „die ganz große Neuaufstellung erwartet hat, wird enttäuscht.“ Musikalisch hätte das Album auch „vor 13 Jahren“ erscheinen können, da es in weiten Teilen „seltsam basslos und flach“ wirke. Dennoch werden auch Songs, wie Trouble und Brand New Dance, positiv hervorgehoben. Sie wünsche sich von dem Rapper aber mehr „Neuerfindung“ und „Risiko.“
Andreas Borcholte vom Magazin Der Spiegel bewertete The Death of Slim Shady (Coup de Grâce) mit acht von zehn Punkten und bezeichnet es als „eine große epische Selbstparodie“, auf dem Eminem sich „meisterlich mit seiner mentalen Gesundheit auseinander“ setze und gegen die Political Correctness austeile. Der Rapper zeige sich „noch einmal in Bestform“ und liefere „ein Hip-Hop-erzählerisches Glanzstück“ im Zusammenspiel mit seinem Alter Ego Slim Shady.

### Preise
Bei den Grammy Awards 2025 wurde The Death of Slim Shady (Coup de Grâce) in der Kategorie Best Rap Album nominiert, unterlag jedoch Alligator Bites Never Heal von Doechii.

## Kommerzieller Erfolg

### Chartplatzierungen und Singles
The Death of Slim Shady (Coup de Grâce) stieg am 19. Juli 2024 auf Platz zwei in die deutschen Albumcharts ein und musste sich lediglich The Tortured Poets Department (Taylor Swift) geschlagen geben. Insgesamt war es 23 Wochen in den Top 100 vertreten, davon vier Wochen in den Top 10. In den deutschen Hip-Hop-Charts erreichte das Album die Chartspitze, womit es für Eminem nach Revival (Dezember 2017), Kamikaze (September 2018) und Music to Be Murdered By (Januar 2020) das vierte Nummer-eins-Album dieser Chartauswertung ist. In den deutschen Album-Jahrescharts 2024 belegte es Rang 48.
Die Chartspitze erreichte The Death of Slim Shady (Coup de Grâce) unter anderem in den Vereinigten Staaten, im Vereinigten Königreich, in der Schweiz, Österreich, den Niederlanden, Belgien, Australien, Neuseeland, Schweden, Norwegen, Finnland und Irland.
| ChartsChartplatzierungen       | Höchstplatzierung | Wochen |
| ------------------------------ | ----------------- | ------ |
| Deutschland (GfK)              | 2 (23 Wo.)        | 23     |
| Österreich (Ö3)                | 1 (19 Wo.)        | 19     |
| Schweiz (IFPI)                 | 1 (19 Wo.)        | 19     |
| Vereinigte Staaten (Billboard) | 1 (… Wo.)         | …      |
| Vereinigtes Königreich (OCC)   | 1 (25 Wo.)        | 25     |

| ChartsJahrescharts (2024)      | Platzierung |
| ------------------------------ | ----------- |
| Deutschland (GfK)              | 48          |
| Österreich (Ö3)                | 40          |
| Schweiz (IFPI)                 | 8           |
| Vereinigte Staaten (Billboard) | 69          |
| Vereinigtes Königreich (OCC)   | 32          |

Am 31. Mai 2024 veröffentlichte Eminem vorab die erste Single Houdini, inklusive Musikvideo. Sowohl Song als auch Video sind an Eminems Hit Without Me aus dem Jahr 2002 angelehnt. Das Lied stieg am 7. Juni 2024 auf Platz drei in die deutschen Charts ein und erreichte unter anderem in Österreich, der Schweiz sowie im Vereinigten Königreich die Chartspitze. Am 2. Juli 2024 folgte mit Tobey, auf dem auch die Detroiter Rapper Big Sean und BabyTron zu hören sind, die zweite Auskopplung, die Rang 65 in Deutschland belegte. Nach Albumveröffentlichung stiegen zudem alle Lieder in die Top 100 der US-Charts ein. Am 19. Juli 2024 wurde zudem das Lied Somebody Save Me ausgekoppelt. Zu den drei Singles sowie zum Song Temporary wurden auch Musikvideos veröffentlicht.

### Auszeichnungen für Musikverkäufe
The Death of Slim Shady (Coup de Grâce) erhielt noch im Erscheinungsjahr für mehr als 100.000 verkaufte Exemplare im Vereinigten Königreich eine Goldene Schallplatte.

| Land/Region                  | Auszeichnungen für Musikverkäufe (Land/Region, Auszeichnung, Verkäufe) | Verkäufe |
| ---------------------------- | ---------------------------------------------------------------------- | -------- |
| Belgien (BRMA)               | Gold                                                                   | 10.000   |
| Brasilien (PMB)              | Gold                                                                   | 20.000   |
| Kanada (MC)                  | Platin                                                                 | 80.000   |
| Neuseeland (RMNZ)            | Platin                                                                 | 15.000   |
| Polen (ZPAV)                 | Gold                                                                   | 10.000   |
| Vereinigtes Königreich (BPI) | Gold                                                                   | 100.000  |
| Insgesamt                    | 4× Gold · 2× Platin ·                                                  | 235.000  |

Hauptartikel: Eminem/Auszeichnungen für Musikverkäufe